# Słone Łąki w Dolinie Zgłowiączki
Słone Łąki w Dolinie Zgłowiączki este o arie protejată (sit de importanță comunitară — SCI) din Polonia întinsă pe o suprafață de 151,91 ha, integral pe uscat.

## Localizare
Centrul sitului Słone Łąki w Dolinie Zgłowiączki este situat la coordonatele 52°30′12″N 18°46′52″E / 52.5034°N 18.7811°E.

## Înființare
Situl Słone Łąki w Dolinie Zgłowiączki a fost declarat sit de importanță comunitară în octombrie 2009 pentru a proteja 1 specie de animale.

## Biodiversitate
Situată în ecoregiunea continentală, aria protejată conține 8 habitate naturale: Pășuni continentale udate de apa mării, Lacuri eutrofice naturale cu vegetație de tip Magnopotamion sau Hydrocharition, Pajiști uscate seminaturale și facies de acoperire cu tufișuri pe substraturi calcaroase (Festuco-Brometalia) (* situri importante pentru orhidee), Pajiști cu Molinia pe soluri calcaroase, turboase sau argilos-nămoloase (Molinion caeruleae), Liziere de ierburi înalte hidrofile de câmpie și de nivel montan până la alpin, Fânețe de joasă altitudine (Alopecurus pratensis, Sanguisorba officinalis), Mlaștini alcaline, Păduri aluvionare cu Alnus glutinosa și Fraxinus excelsior (Alno-Padion, Alnion incanae, Salicion albae).
La baza desemnării sitului se află o specie protejată de  amfibieni: buhai de baltă cu burta roșie (Bombina bombina).